# Битва при Рио-Нуэво
Битва при Рио-Нуэво — сражение на острове Ямайка 25 — 27 июня 1658 года между испанскими войсками под командованием Кристобаля Арнальдо Исаси и английскими войсками под командованием губернатора Эдварда д`Ойли. Крупнейшее в истории сражение на Ямайке.

## Предыстория
В 1655 году английский десант во главе с адмиралом сэром Уильямом Пенном и генералом Робертом Венейблсом захватил Ямайку и успешно отбил две последовавших испанских попытки вернуть её. Бывший испанский губернатор Ямайки Дон Кристобаль Арнальдо Исаси пытался отбить остров силами войск, присланных с Кубы, летом 1657 года у Очо-Риос, но был разбит войсками губернатора полковника Эдварда д`Ойли.
20 мая 1658 года Исаси предпринял новую попытку отбить остров силами солдат, набранных в Мексике. Исаси также имел в своём распоряжении четыре транспортных судна и ряд небольших боевых кораблей. В общей сложности испанские силы вторжения состояли из 31 капитана, 31 прапорщиков, 28 сержантов и 467 солдат. В то время, пока испанцы в течение двух дней организовывали высадку недалеко от устья реки Рио-Нуэво на север острова, их обнаружили три английских сторожевых судна береговой охраны, но испанцы отогнали их огнём. Английские разведчики доложили губернатору д`Ойли, и тот собрал все доступное ополчение и солдат. Испанские войска в это время укрепили свой лагерь и пополнились 50 испанскими партизанами.

## Битва
25 июня д`Ойли собрал в общей сложности 700 солдат и ополченцев и десять кораблей, которые доставили войска на север острова. Англичане высадились вблизи реки Рио-Нуэво. Английские корабли захватили испанские транспорты, чем блокировали отступление испанцев. Испанцы, видя это, попытались уйти в оборону за укреплённые редуты. Англичане решили не штурмовать редут, а обстреливать испанские позиции пушками, чем и занимались в течение двух дней. Их превосходящая огневая мощь имела разрушительный эффект, и оставшиеся в живых испанцы попытались вырваться из окружения, однако большинство из них были убиты или захвачены в плен. Те, кто остался жив, бежали в горы и джунгли. Испанцы потеряли более 300 человек убитыми и ранеными и 150 пленными, а также оставили на поле боя одиннадцать знамён, шесть орудий и почти всё оружие и боеприпасы. Англичане потеряли около 60 человек. Большинство раненых с обеих сторон вскоре умерли от тропических болезней.

## Последствия
Исаси попытался продолжить борьбу, пока не был, наконец, окончательно разбит в 1660 году и бежал на Кубу в каноэ с оставшимися сторонниками. Для того, чтобы предотвратить дальнейшие испанские попытки вернуть Ямайку, английские войска под командованием Кристофера Мингса начали атаки на испанские порты, такие как Санта-Марта и Толу, тем самым заставив испанцев перейти к обороне.
Битва при Рио-Нуэво была последней попыткой испанцев вернуть Ямайку. Остров в конечном итоге был передан Англии Испанией в полном объёме в 1670 году по Мадридскому договору.